# Hemibystra brunneops
Hemibystra brunneops là một loài tò vò trong họ Ichneumonidae.